# Los dineros del diablo
Los dineros del diablo es una película musical mexicana de 1953 escrita y dirigida por Alejandro Galindo y protagonizada por Amalia Aguilar y Roberto Cañedo.

## Sinopsis
Manuel (Roberto Cañedo), un obrero  de una fábrica textil, conoce accidentalmente a Estrella (Amalia Aguilar), una rumbera que le ofrece dinero por su ayuda, él lo rechaza, pero ante la muerte de su padre y la necesidad de dinero para velarlo, acude a ella que lo pone en contacto con El Gitano (Víctor Parra), un gánster, que, aunque primero lo rechaza, luego lo incorpora a su banda, y con su ayuda roban la fábrica en la que Manuel trabaja. La policía, detiene al jefe de Manuel (padre de la chica que le gusta), pero luego la policía descubre qué Manuel es el culpable. Este huye y se refugia con El Gitano y su banda. En un enfrentamiento, el trata de matar a El Gitano. Cuando la policía llega para detenerlos, Manuel se muestra arrepentido, y en muletas, es trasladado en tren a una prisión.

## Elenco
- Amalia Aguilar ... Estrella
- Roberto Cañedo ... Manuel Olea
- Víctor Parra ... El Gitano
- Arturo Soto Rangel ... Don Teodoro
- Prudencia Griffel ... Sra. Olea

## Producción
Luego del éxito de la cinta Una familia de tantas (1948), el director Alejandro Galindo y el actor David Silva tuvieron, por separado, una apretada agenda de trabajo. Esto de alguna manera impidió que Silva protagonizara Los dineros del diablo, pensada para ser estelarizada por él y que terminó protagonizada por Roberto Cañedo y Víctor Parra en el papel de villano.